# Montpelier (Idaho)
Montpelier és una població dels Estats Units a l'estat d'Idaho. Segons el cens del 2000 tenia 2.785 habitants.

## Demografia
Segons el cens del 2000, Montpelier tenia 2.785 habitants, 1.012 habitatges, i 715 famílies. La densitat de població era de 584,4 habitants/km².
Dels 1.012 habitatges en un 38,4% hi vivien nens de menys de 18 anys, en un 58,7% hi vivien parelles casades, en un 8,8% dones solteres, i en un 29,3% no eren unitats familiars. En el 26,6% dels habitatges hi vivien persones soles el 13,9% de les quals corresponia a persones de 65 anys o més que vivien soles. El nombre mitjà de persones vivint en cada habitatge era de 2,7 i el nombre mitjà de persones que vivien en cada família era de 3,31.
Per edats la població es repartia de la següent manera: un 32,3% tenia menys de 18 anys, un 8,3% entre 18 i 24, un 23,6% entre 25 i 44, un 19,4% de 45 a 60 i un 16,6% 65 anys o més.
L'edat mediana era de 34 anys. Per cada 100 dones de 18 o més anys hi havia 93,4 homes.
La renda mediana per habitatge era de 29.693 $ i la renda mediana per família de 33.639 $. Els homes tenien una renda mediana de 32.218 $ mentre que les dones 15.227 $. La renda per capita de la població era de 12.364 $. Aproximadament el 9,2% de les famílies i el 12,9% de la població estaven per davall del llindar de pobresa.

## Poblacions més properes
El següent diagrama mostra les poblacions més properes.